# Grup Islàmic Armat
El Grup Islàmic Armat (GIA) (àrab: الجماعة الإسلامية المسلحة, al-Jamāʿa al-Islāmiyya al-Maslaḥa) és una organització armada algeriana fundada el 1992 que agrupava antics membres del MIA de Bouyali, membres descontents del FIS i joves urbans sense cap filiació fins aleshores. El primer emir del GIA, Abdelhaq Layada va ser detingut al Marroc el 1993, succeint-lo Mourad Si Ahmed, àlies «Djafar el Afgani», que va morir en combat a l'any següent. El succeí Cherif Gousmi, que va aconseguir aglutinar a la majoria dels grups islamistes algerians, després d'una reunió celebrada amb les diverses faccions el maig de 1994.
El comunicat de la Unitat va ser firmat per Gousmi en nom del GIA, per Ahmed Redjam en nom del FIS, per Mekloufi en nom del MEI i es va elegir un madjlis al choura (parlament) en el qual figuraven Madani i Belhadj, que ja estava empresonat i que no havia estat consultat.
El setembre de 1996, Gousmi va ser assassinat, i succeït, de forma poc clara per Djamal Zeitouni.
Així com Gousmi havia aconseguit la integració dels grups, els seus successors Zeitouni i Zouabri es van precipitar les dissensions amb conseqüències fatals en tots els ordres. A partir del 1996 el seu òrgan propagandístic "Al Ansar", dirigit per Abu Qutada a Londres, els va retirar el seu suport. Hi ha qui diu que el GIA va ser una creació dels Serveis de Seguretat, i que Zeitouni i Zouabri tenien l'encàrrec d'eliminar els seus presumptes rivals. Això resulta difícil de creure, vistes les matances col·lectives que va realitzar el grup durant l'emirat d'aquests sinistres personatges.
Va ser el grup el més sanguinari i compta en el seu actiu amb milers de persones destrossades i mutilades, sobretot durant l'emirat d'Antar Zouabri mort a Boufarik l'any 2002.
El seu últim emir conegut, Noureddine Boudiafi, àlies "Hakim", va ser detingut en novembre del 2004, i el grup pràcticament desmantellat. No s'ha tornat a parlar d'ell, encara que hi ha hagut atemptats en la Mitidja que poden atribuir-se a grups residuals del GIA.
Aquest va ser el primer grup que va establir connexió amb Al Qaeda, que el va anar deixant caure a partir de les matances de Rais i Bentalha, el setembre del 97.
Ha desenvolupat al llarg dels últims anys importants atacs contra militars algerians i població civil no islamista i defensora del laïcisme del govern d'Alger, sent els més sagnants els perpetrats el 1997 a Rais i Bentalha, i en el 2001 en la Cabília. Estén les seves ramificacions per Mauritània, i se li atribueix la creació del Grup Salafista per a la Predicació i el Combat, França i Níger.
A mitjan dècada de 1990 va pretendre formar un govern propi al territori de Medea sota el nom de Califat Islàmic d'Algèria. Entre les accions que el van donar a conèixer al món occidental es troba el segrest d'un avió d'Air France el 1994 i l'assassinat del dirigent del FIS, Abdelkader Sahraui.
El novembre de 2004, el Govern d'Algèria va detenir el principal dirigent del GIA, Nourredine Boudiafi, mentre va eliminar l'anterior dirigent, Rachid Abou Tourab. Debilitat en els dos últims anys, es considera que el seu successor és el Grup Salafista per les seves vinculacions amb Al Qaeda, mentre que el GIA mai no ha mantingut tals vinculacions i manca, pel que sembla, de pressupost per continuar la lluita armada.
El nombre de morts que s'estima ha causat el GIA ascendeix a 100.000, i es troba en la llista d'organitzacions terroristes que Estats Units vincula als atemptats de l'11 de setembre, sense que hi hagi prova fins a la data per a això.